# Gehenna

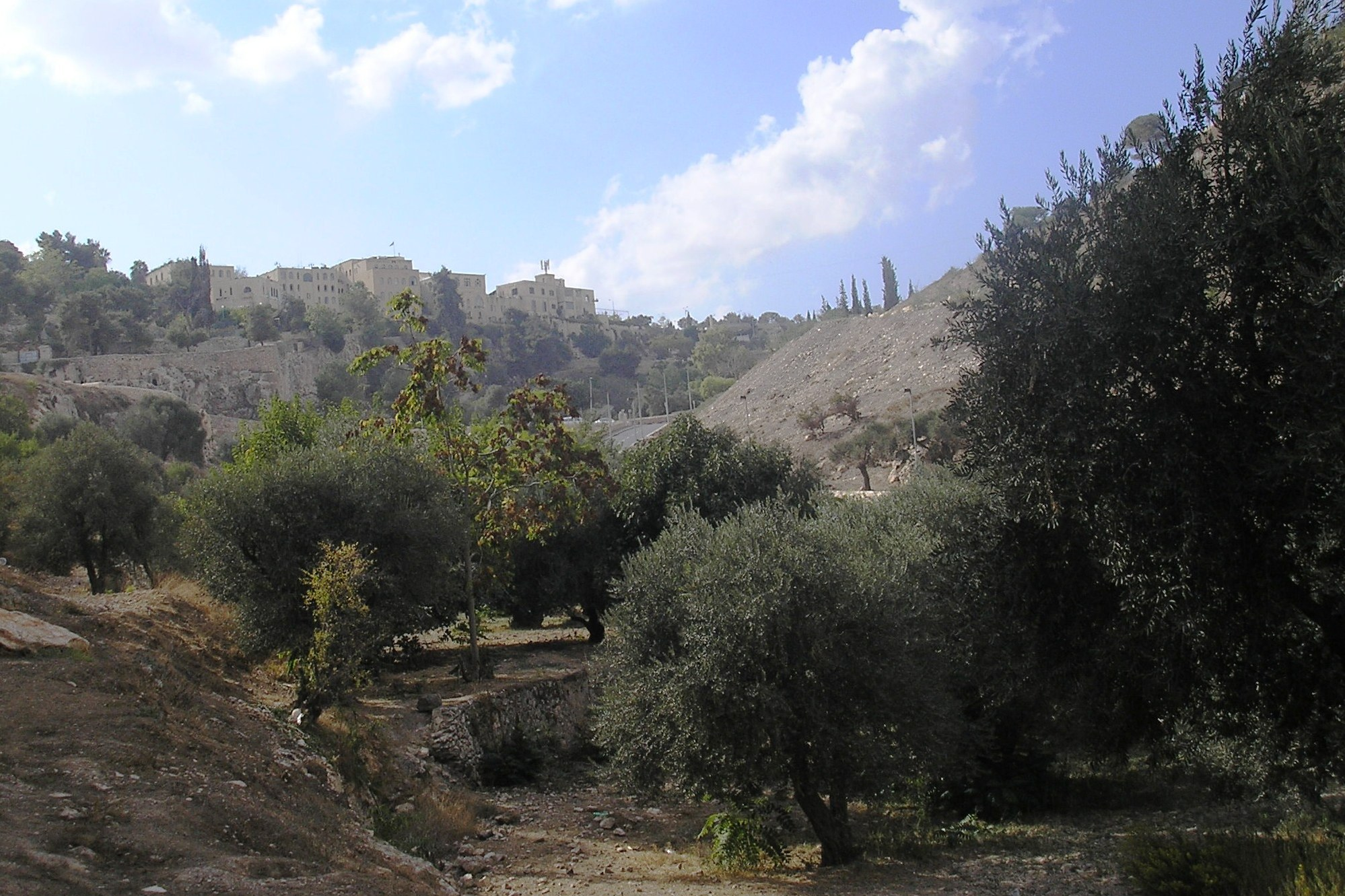
Hinnomdal, waar Gehenna van is afgeleid.

Gehenna (Hebreeuws: גֵיא־הִנֹּם, Gēʾ-Hīnnōm, Aramees: גֵיהִינֹּם, Gehinnom of גֵיהִינָּם, Gehinnam, Grieks: γέεννα, gēenna) was het smalle, rotsachtige Hinnomdal ten westen en zuiden van de oude stad van Jeruzalem. Dit was een beruchte plek, omdat daar in de tijd van de koningen kinderoffers werden gebracht aan Moloch.
Bij archeologische opgravingen zijn er familiegraven gevonden. Het dal werd dus gebruikt als begraafplaats, waarschijnlijk sinds de tijd van Hizkia. Tegenwoordig is het dal een park en onderdeel van een voorstad van Jeruzalem.

## Hebreeuwse Bijbel
De plaats wordt dertien keer genoemd in de Hebreeuwse Bijbel en aangeduid als het Hinnomdal en het dal van Ben-Hinnom (Jozua 15:8; 18:16), "de zoon van Hinnom". Deze naam verwijst naar de oorspronkelijke eigenaars van het dal, de familie Hinnom.
In 2 Kronieken 28:3 en 33:6 wordt vermeld dat de koningen Achaz en zijn kleinzoon Manasse daar hun zonen hadden geofferd. In de periode van koning Josia (641/640 v.Chr. - 609 v.Chr.), de zoon van koning Manasse, werd de verering van Moloch verboden en liet hij de offerplaats Tofet in het Hinnomdal ontwijden (2 Koningen 23:10).
Kennelijk had de actie van Josia geen blijvend effect, want Jeremia (645 - ca. 570 v.Chr.) keerde zich fel tegen de cultus van kinderoffers (Jeremia 7:31-32; 19:2-6; 32:35). Hetzelfde deed Ezechiël (Ezechiël 23:37-39).

## Later jodendom
In 1 Henoch 90:26 wordt het Hinnomdal een met vuur gevulde afgrond genoemd. In 4 Ezra en in de Sibillijnse orakelen (ca. 100 n.Chr.) wordt Gehenna uitdrukkelijk aangewezen als de plaats voor de toekomstige bestraffing van boosdoeners. Straf is het volgen van Gods oordeel na een lichamelijke opstanding.

## Nieuwe Testament
De term gehenna komt 12 keer voor in het Nieuwe Testament. In het christendom worden sommige uitspraken van Jezus waarin Gehenna wordt genoemd opgevat als een verwijzing naar een plaats van eeuwige bestraffing en lijden:
Wie "Dwaas!" zegt, zal voor het vuur van de Gehenna komen te staan. (Matteüs 5:22)
Hoe denken jullie te kunnen ontkomen aan een veroordeling tot de Gehenna? (Matteüs 23:32)
Je kunt beter verminkt het leven binnengaan dan in het bezit van twee handen  naar de Gehenna gaan, naar het onblusbare vuur. ... Je kunt beter kreupel het leven binnengaan dan in het bezit van twee voeten in de Gehenna geworpen te worden. ... Je kunt beter met één oog het koninkrijk van God binnengaan dan in het bezit van twee ogen in de Gehenna geworpen worden, waar de wormen blijven knagen en het vuur niet dooft. (Marcus 9:42-48)
In oudere Bijbelvertalingen in het Nederlands wordt Gehenna daarom vaak vertaald met "hel".
Rob Bell oppert, in navolging van diverse hedendaagse auteurs, dat Jezus met het woord gehenna naar de vuilnisbelt buiten Jeruzalem verwees, een dal waarin de Joden hun afval wierpen. Neocalvinistische auteurs als Francis Chan en Preston Sprinkle bekritiseren dat, mede op basis van Matteüs 5:22 (zie hierboven).

## Islam
Het woord wordt ook in de Koran gebruikt als de plaats waar zondaars worden gekweld.

## Afgeleid woord
Het woord gênant is mogelijk afgeleid van het woord Gehenna.